# Nati nel 1974/Giugno
| Questa pagina contiene informazioni ricavate automaticamente dalle voci biografiche con l'ausilio del template Bio e di un bot. L'aggiornamento è periodico e automatico e ricostruisce completamente la pagina. Se manca una persona in questa lista, sei pregato di non aggiungerla, ma accertati piuttosto che la sua voce biografica contenga il template Bio e che i dati anagrafici siano correttamente compilati. Se il template Bio manca, inseriscilo tu stesso o, in alternativa, metti l'avviso {{tmp\|Bio}} che ne segnala la mancanza. Se i dati riportati sono sbagliati, correggi direttamente la voce biografica; le modifiche saranno visibili in questa lista entro pochi giorni. Per chiarimenti vedi il progetto biografie. La lista contiene solo le 325 persone che sono citate nell'enciclopedia e per le quali è stato implementato correttamente il template Bio. Pagina aggiornata al 18 ago 2025. |

- 1º giugno - Mohamad Al-Modiahki, scacchista qatariota
- 1º giugno - Luca Aquino, trombettista e compositore italiano
- 1º giugno - Chung Jae-hun, arciere sudcoreano
- 1º giugno - Francesco Colella, attore italiano
- 1º giugno - Costantino D'Orazio, storico dell'arte e saggista italiano
- 1º giugno - Cornelius Huggins, allenatore di calcio e ex calciatore sanvincentino
- 1º giugno - Min Li Marti, editrice e politica svizzera
- 1º giugno - Alanis Morissette, cantautrice, attrice e musicista canadese
- 1º giugno - Michael Rasmussen, ex mountain biker, ciclista su strada e dirigente sportivo danese
- 1º giugno - Melissa Sagemiller, attrice statunitense
- 1º giugno - Jérôme Vareille, ex calciatore francese
- 1º giugno - Akīs Zīkos, ex calciatore greco
- 2 giugno - Leah Cairns, attrice canadese
- 2 giugno - Paul Greene, attore canadese
- 2 giugno - Gata Kamskij, scacchista statunitense
- 2 giugno - Aljaž Pegan, ex ginnasta sloveno
- 2 giugno - Boris Sanamé, ex giocatore di calcio a 5 cubano
- 2 giugno - Matt Serra, artista marziale misto statunitense
- 3 giugno - John Baraza, ex calciatore keniota
- 3 giugno - Oumar Barro, ex calciatore burkinabé
- 3 giugno - Evgenij Bedarev, regista russo
- 3 giugno - Silvio Fernández, ex calciatore uruguaiano
- 3 giugno - Gianluca Gauzzi Broccoletti, poliziotto italiano
- 3 giugno - Christoph Heyder, bobbista tedesco
- 3 giugno - Evgeni Ivanov, pallavolista bulgaro
- 3 giugno - Jonne Järvelä, chitarrista e cantante finlandese
- 3 giugno - Kelly Jones, cantante britannico
- 3 giugno - Stefan Leko, kickboxer e artista marziale tedesco
- 3 giugno - Kevin Maggs, rugbista a 15 e allenatore di rugby a 15 irlandese
- 3 giugno - Darius Marder, sceneggiatore e regista statunitense
- 3 giugno - Antonella Mazza, bassista e contrabbassista italiana
- 3 giugno - Chad Mullen, ex sciatore alpino canadese
- 3 giugno - Serhij Rebrov, allenatore di calcio e ex calciatore ucraino
- 3 giugno - Seo Jang-hun, ex cestista sudcoreano
- 3 giugno - Peter Werni, ex calciatore norvegese
- 3 giugno - Arianne Zucker, attrice e modella statunitense
- 4 giugno - Mike Elliott, ingegnere e dirigente sportivo britannico
- 4 giugno - Duccio Giordano, attore italiano
- 4 giugno - Janette Husárová, ex tennista slovacca
- 4 giugno - Wesley Carvalho, allenatore di calcio brasiliano
- 4 giugno - Vanni Pessotto, dirigente sportivo e ex calciatore italiano
- 4 giugno - Katie Smith, ex cestista e allenatrice di pallacanestro statunitense
- 4 giugno - Charles Tangus, ex maratoneta e mezzofondista keniota
- 4 giugno - Johnny Taylor, ex cestista, allenatore di pallacanestro e dirigente sportivo statunitense
- 5 giugno - Chad Allen, attore statunitense
- 5 giugno - João Paulo Brito, ex calciatore portoghese
- 5 giugno - Barbara Ciszewska-Andrzejewska, schermitrice polacca
- 5 giugno - Giona Cividino, velocista e ex bobbista italiano
- 5 giugno - Scott Draper, ex tennista e ex golfista australiano
- 5 giugno - Matteo Guardalben, ex calciatore italiano
- 5 giugno - Tvrtko Kale, ex calciatore croato
- 5 giugno - Melvyn López, allenatore di pallacanestro dominicano
- 5 giugno - Barbara Maurer, attrice, regista e drammaturga svizzera
- 5 giugno - Zoran Mijanović, ex calciatore serbo
- 5 giugno - Elena Mirošina, tuffatrice sovietica († 1995)
- 5 giugno - Nikole Mitchell, ex velocista giamaicana
- 5 giugno - Marcus Patrick, attore, modello e cantante britannico
- 5 giugno - Tate Reeves, politico statunitense
- 5 giugno - Alessandra Riccardi, politica italiana
- 5 giugno - Elvira Rosati, ex cestista italiana
- 5 giugno - Sérgio Silva, allenatore di hockey su pista e ex hockeista su pista portoghese
- 6 giugno - Jean-Paul Boeka-Lisasi, ex calciatore della Repubblica Democratica del Congo
- 6 giugno - Anson Carter, ex hockeista su ghiaccio canadese
- 6 giugno - Rolando Fonseca, dirigente sportivo e ex calciatore costaricano
- 6 giugno - Sattar Hamedani, ex calciatore iraniano
- 6 giugno - Jonathan Kerner, ex cestista statunitense
- 6 giugno - Peter Ketnath, attore tedesco
- 6 giugno - Apisit Khaikaew, giocatore di calcio a 5 thailandese
- 6 giugno - Devis Mangia, allenatore di calcio italiano
- 6 giugno - Jurijs Molotkovs, ex calciatore lettone
- 6 giugno - Guillaume Musso, romanziere e docente francese
- 6 giugno - Barbara Niedernhuber, ex slittinista tedesca
- 6 giugno - Uncle Kracker, cantante e musicista statunitense
- 6 giugno - Danny Strong, attore, sceneggiatore e regista statunitense
- 6 giugno - Sonya Walger, attrice britannica
- 6 giugno - Xu Yang, ex calciatore cinese
- 7 giugno - Sunshine Anderson, cantautrice statunitense
- 7 giugno - Mahesh Bhupathi, ex tennista indiano
- 7 giugno - Santiago Blanco, ex ciclista su strada spagnolo
- 7 giugno - Giannīs Christopoulos, allenatore di pallacanestro greco
- 7 giugno - Dave Filoni, animatore, regista e sceneggiatore statunitense
- 7 giugno - Flávia Alessandra, attrice brasiliana
- 7 giugno - Bear Grylls, conduttore televisivo, alpinista e militare britannico
- 7 giugno - Lee Dong-soo, ex giocatore di badminton sudcoreano
- 7 giugno - Giorgio Marengo, cardinale, vescovo cattolico e missionario italiano
- 7 giugno - Tania Russof, ex attrice pornografica lettone
- 8 giugno - Lauren Burns, taekwondoka australiana
- 8 giugno - Anne Lena Hansen, modella norvegese
- 8 giugno - Vladimír Labant, ex calciatore slovacco
- 8 giugno - Stefano Patuanelli, politico italiano
- 8 giugno - Edoardo Rixi, politico italiano
- 8 giugno - Leonardo Uehara, ex calciatore peruviano
- 8 giugno - Nelson Vargas, allenatore di calcio e ex calciatore statunitense
- 9 giugno - Diego Calvetti, produttore discografico, musicista e paroliere italiano
- 9 giugno - Martin Čížek, ex calciatore ceco
- 9 giugno - Fernando Coronado, attore spagnolo
- 9 giugno - Jon Harris, ex giocatore di football americano statunitense
- 9 giugno - Samoth, musicista norvegese
- 9 giugno - Benjamin Heisenberg, regista e sceneggiatore tedesco
- 9 giugno - Markéta Květoňová, ex cestista ceca
- 9 giugno - Chris McGuthrie, ex cestista statunitense
- 9 giugno - Alejandro Muro, ex cestista uruguaiano
- 9 giugno - Jana Nejedly, ex tennista ceca
- 9 giugno - Dean Ivor Richards, calciatore inglese († 2011)
- 9 giugno - Laura Schelbert, ex sciatrice alpina svizzera
- 9 giugno - Sagamore Stévenin, attore francese
- 10 giugno - Satoru Asari, ex calciatore giapponese
- 10 giugno - Dustin Lance Black, sceneggiatore, regista e produttore televisivo statunitense
- 10 giugno - Simon Elliott, allenatore di calcio e ex calciatore neozelandese
- 10 giugno - David Navas, ex ciclista su strada spagnolo
- 10 giugno - Massimiliano Palinuro, vescovo cattolico e missionario italiano
- 10 giugno - Costantino Vitagliano, personaggio televisivo e attore italiano
- 11 giugno - Fragkiskos Alvertīs, ex cestista, allenatore di pallacanestro e dirigente sportivo greco
- 11 giugno - Andrea Angelucci, militare italiano († 2009)
- 11 giugno - Christophe Béchu, politico francese
- 11 giugno - Håkan Larsson, allenatore di pallacanestro e ex cestista svedese
- 11 giugno - Ricardo Loubscher, ex rugbista a 15 e allenatore di rugby a 15 sudafricano
- 11 giugno - Roberto Marti, politico italiano
- 11 giugno - Petra Olamo, ex sciatrice alpina finlandese
- 11 giugno - Kateřina Tichý, ex sciatrice alpina ceca
- 11 giugno - Greg Vanney, allenatore di calcio e ex calciatore statunitense
- 12 giugno - Medhat Abdel-Hady, ex calciatore egiziano
- 12 giugno - Markus Anfang, allenatore di calcio e ex calciatore tedesco
- 12 giugno - Lulzim Basha, politico albanese
- 12 giugno - Joseph Blair, ex cestista e allenatore di pallacanestro statunitense
- 12 giugno - Petar Bošnjak, ex calciatore croato
- 12 giugno - Jared Bush, sceneggiatore e produttore cinematografico statunitense
- 12 giugno - Massimiliano Capitanio, giornalista e politico italiano
- 12 giugno - Massimo Columbu, fantino italiano
- 12 giugno - Flávio Conceição, ex calciatore brasiliano
- 12 giugno - Eleutherios Eleutheriou, ex calciatore cipriota
- 12 giugno - Adriana Grasso, ex cestista italiana
- 12 giugno - Gwen Kinsey, ex pentatleta britannica
- 12 giugno - Kerry Kittles, ex cestista statunitense
- 12 giugno - Hideki Matsui, ex giocatore di baseball giapponese
- 12 giugno - Paolo Silvio Mazzoleni, arbitro di calcio italiano
- 12 giugno - Jason Mewes, attore statunitense
- 12 giugno - Aldo Osorio, ex calciatore argentino
- 12 giugno - Angie Potthoff, ex cestista, allenatrice di pallacanestro e dirigente sportiva statunitense
- 12 giugno - Rahman Abdul Sifeen, ex calciatore saudita
- 12 giugno - Chika Unigwe, scrittrice nigeriana
- 13 giugno - Alessia Barela, attrice italiana
- 13 giugno - Selma Björnsdóttir, cantante, attrice e ballerina islandese
- 13 giugno - Valerij Bure, ex hockeista su ghiaccio russo
- 13 giugno - Harvey Esajas, ex calciatore olandese
- 13 giugno - Jeaniene Frost, scrittrice statunitense
- 13 giugno - Steve-O, stuntman, attore e personaggio televisivo britannico
- 13 giugno - Elli Overton, ex nuotatrice australiana
- 13 giugno - Dušan Petković, ex calciatore serbo
- 13 giugno - Brande Roderick, attrice e modella statunitense
- 13 giugno - Takahiro Sakurai, doppiatore giapponese
- 13 giugno - Venelina Veneva, ex altista bulgara
- 13 giugno - Myles Wakefield, ex tennista sudafricano
- 13 giugno - Duncan Zuur, sportivo olandese
- 14 giugno - Jan Egil Brekke, ex calciatore norvegese
- 14 giugno - Saša Dončić, allenatore di pallacanestro e ex cestista sloveno
- 14 giugno - Michele Fini, allenatore di calcio e ex calciatore italiano
- 14 giugno - Christopher Go, politico filippino
- 14 giugno - Jang Jin-young, attrice e modella sudcoreana († 2009)
- 14 giugno - Leonardo Latini, politico italiano
- 14 giugno - Agostino Origlio, ex cestista e allenatore di pallacanestro italiano
- 14 giugno - Valérie Plante, politica canadese
- 14 giugno - Joshua Radin, cantautore statunitense
- 14 giugno - Steve Ralston, allenatore di calcio e ex calciatore statunitense
- 14 giugno - Ian Selley, ex calciatore inglese
- 14 giugno - Vittorio Tosto, dirigente sportivo e ex calciatore italiano
- 15 giugno - Serena Bianchi, nuotatrice artistica italiana
- 15 giugno - Marzio Bruseghin, ex ciclista su strada italiano
- 15 giugno - Olivier Guez, scrittore e giornalista francese
- 15 giugno - Harrison Kamake, ex calciatore papuano
- 15 giugno - Valeria Morosini, attrice italiana
- 15 giugno - Daizō Okitsu, ex calciatore giapponese
- 15 giugno - Ettore Perazzoli, informatico italiano († 2003)
- 15 giugno - Niklas Skoog, ex calciatore svedese
- 15 giugno - Towhidi Tabari, miniatore e pittore iraniano
- 16 giugno - Michel Altieri, attore e cantante italiano
- 16 giugno - Alexandre Astier, compositore, attore e regista francese
- 16 giugno - Chris Bart-Williams, calciatore e allenatore di calcio inglese († 2023)
- 16 giugno - Imed Ben Younes, ex calciatore tunisino
- 16 giugno - Huda El-Sarari, giornalista e poetessa libica
- 16 giugno - Mohammed Emara, ex calciatore egiziano
- 16 giugno - David Fizdale, allenatore di pallacanestro e ex cestista statunitense
- 16 giugno - Armir Grimaj, dirigente sportivo, allenatore di calcio e ex calciatore albanese
- 16 giugno - Marcin Horbacz, pentatleta polacco
- 16 giugno - Rajiv Joseph, drammaturgo e sceneggiatore statunitense
- 16 giugno - Luis Pérez Rodríguez, ex ciclista su strada spagnolo
- 17 giugno - Alessandro Bossalini, schermidore italiano
- 17 giugno - Andre Dickens, politico statunitense
- 17 giugno - Steve Peat, ex mountain biker britannico
- 17 giugno - Matthew Senreich, sceneggiatore, produttore televisivo e regista statunitense
- 17 giugno - Hiroyuki Shirai, ex calciatore giapponese
- 18 giugno - Simona Atzori, pittrice, ballerina e scrittrice italiana
- 18 giugno - Alessandro Bencivenga, regista e sceneggiatore italiano
- 18 giugno - Wendel Bezerra, attore, doppiatore e direttore del doppiaggio brasiliano
- 18 giugno - Maurizio Carrara, politico italiano
- 18 giugno - Emiliano Coltorti, attore, doppiatore e direttore del doppiaggio italiano
- 18 giugno - Sonia Couling, modella, attrice e conduttrice televisiva thailandese
- 18 giugno - José Enrique Gutiérrez, ex ciclista su strada spagnolo
- 18 giugno - Auðun Helgason, ex calciatore islandese
- 18 giugno - Itziar Ituño, attrice e cantante spagnola
- 18 giugno - Milan Kučera, ex combinatista nordico ceco
- 18 giugno - Giorgio Lops, ex arbitro di calcio italiano
- 18 giugno - Vincenzo Montella, allenatore di calcio e ex calciatore italiano
- 18 giugno - Sergej Šarikov, schermidore russo († 2015)
- 18 giugno - Karol Schulz, ex calciatore slovacco
- 18 giugno - Simone Valiante, politico italiano
- 18 giugno - Kenan İmirzalıoğlu, attore e modello turco
- 18 giugno - Taeko Ōyama, ex cestista giapponese
- 19 giugno - Josep María Abarca, pallanuotista spagnolo
- 19 giugno - Peter De Cat, astronomo belga
- 19 giugno - Agnès Pannier-Runacher, politica francese
- 19 giugno - Bumper Robinson, attore e doppiatore statunitense
- 19 giugno - Wellington Sánchez, ex calciatore ecuadoriano
- 19 giugno - Terrell Williams, allenatore di football americano statunitense
- 20 giugno - Francesco Agnoli, scrittore italiano
- 20 giugno - Attila Czene, ex nuotatore ungherese
- 20 giugno - Leila Demez, ex sciatrice alpina italiana
- 20 giugno - Cécile Hernandez, snowboarder francese
- 20 giugno - Tamás Sándor, allenatore di calcio e ex calciatore ungherese
- 20 giugno - Lorenzo Squizzi, allenatore di calcio e ex calciatore italiano
- 20 giugno - Uğur Taner, ex nuotatore turco
- 20 giugno - Brian Tolbert, ex cestista statunitense
- 20 giugno - Nicola Trentin, ex lunghista italiano
- 20 giugno - Tuta, ex calciatore brasiliano
- 20 giugno - Sergio Vaccaro, politico italiano
- 21 giugno - Antonino Bernardini, dirigente sportivo, allenatore di calcio e ex calciatore italiano
- 21 giugno - Davide Bombardini, ex calciatore italiano
- 21 giugno - Gastón Córdoba, ex calciatore argentino
- 21 giugno - Dario Damiani, politico italiano
- 21 giugno - Hrisimir Dimitrov, ex cestista bulgaro
- 21 giugno - Natasha Beaumont, attrice australiana
- 21 giugno - Xhevahir Kapllani, allenatore di calcio e ex calciatore albanese
- 21 giugno - Goran Krstonošić, pallanuotista serbo
- 21 giugno - Flavio Roma, allenatore di calcio e ex calciatore italiano
- 21 giugno - Maggie Siff, attrice statunitense
- 21 giugno - Hitoshi Uematsu, ex pattinatore di short track giapponese
- 21 giugno - Christophe Van Garsse, ex tennista belga
- 22 giugno - Ruslan Adžindžal, allenatore di calcio, dirigente sportivo e ex calciatore russo
- 22 giugno - Jo Cox, politica britannica († 2016)
- 22 giugno - Ilaria Cucchi, attivista e politica italiana
- 22 giugno - Donald Faison, attore statunitense
- 22 giugno - Dīmītrīs Giannakopoulos, imprenditore e dirigente sportivo greco
- 22 giugno - Alicia Goranson, attrice statunitense
- 22 giugno - Ichiei Muroi, ex calciatore giapponese
- 22 giugno - Amber O'Neal, wrestler statunitense
- 22 giugno - Alfred Phiri, ex calciatore sudafricano
- 22 giugno - Darrell Roberts, chitarrista statunitense
- 22 giugno - Nikolay Shirshov, calciatore uzbeko († 2021)
- 22 giugno - Vijay, attore indiano
- 22 giugno - Kristen Zang, modella e attrice statunitense
- 23 giugno - Joel Edgerton, attore, regista e sceneggiatore australiano
- 23 giugno - Karin Ertl, ex multiplista tedesca
- 23 giugno - Mark Hendrickson, ex giocatore di baseball e ex cestista statunitense
- 23 giugno - Gregor Jerončić, ex pallavolista sloveno
- 23 giugno - Elena Keldibekova, pallavolista kazaka
- 23 giugno - Paweł Kryszałowicz, ex calciatore polacco
- 23 giugno - Vitalij Makarov, ex judoka russo
- 23 giugno - Terra Naomi, cantautrice, musicista e youtuber statunitense
- 23 giugno - Sinan Şamil Sam, pugile turco († 2015)
- 23 giugno - Massimiliano Velotto, dirigente sportivo e ex arbitro di calcio italiano
- 23 giugno - Dontonio Wingfield, ex cestista statunitense
- 24 giugno - Luca Angeletti, attore italiano
- 24 giugno - Magnus Carlsson, cantante svedese
- 24 giugno - Emanuela Damasio, doppiatrice italiana
- 24 giugno - Vinnie Fiorello, batterista, paroliere e produttore discografico statunitense
- 24 giugno - Alessandro Gisotti, giornalista italiano
- 24 giugno - Roman Kratochvíl, ex calciatore slovacco
- 24 giugno - Juan Manuel Moltedo, ex cestista uruguaiano
- 25 giugno - Morten Bisgaard, ex calciatore danese
- 25 giugno - Paola Bragantini, bibliotecaria e politica italiana
- 25 giugno - Ernesto Carbone, politico italiano
- 25 giugno - Jeff Cohen, attore statunitense
- 25 giugno - André-Joël Eboué, ex calciatore camerunese
- 25 giugno - Karisma Kapoor, attrice indiana
- 25 giugno - Anna Melis, scrittrice italiana
- 25 giugno - Glen Metropolit, allenatore di hockey su ghiaccio e ex hockeista su ghiaccio canadese
- 25 giugno - Ngapaku Ngapaku, ex rugbista a 15 neozelandese
- 25 giugno - Elena Peduzzi, scrittrice italiana
- 25 giugno - Alessandro Tonolli, allenatore di pallacanestro e ex cestista italiano
- 25 giugno - Joachim Walltin, ex calciatore norvegese
- 26 giugno - Jean-Kasongo Banza, calciatore della Repubblica Democratica del Congo († 2024)
- 26 giugno - Pablo Galdames, allenatore di calcio e ex calciatore cileno
- 26 giugno - Derek Jeter, ex giocatore di baseball statunitense
- 26 giugno - Dieter Kalt, ex hockeista su ghiaccio austriaco
- 26 giugno - Damien Nazon, ex ciclista su strada francese
- 26 giugno - Cyril Nzama, ex calciatore sudafricano
- 26 giugno - Petru Pop, allenatore di pallamano e ex pallamanista rumeno
- 26 giugno - Nora Skalli, attrice marocchina
- 26 giugno - Kristofer Steen, musicista svedese
- 26 giugno - Matt Striker, ex wrestler statunitense
- 26 giugno - Trần Hiếu Ngân, ex taekwondoka vietnamita
- 27 giugno - Fabrizio Biggio, attore e conduttore televisivo italiano
- 27 giugno - Roel Gener, ex calciatore filippino
- 27 giugno - Paola Mazzali, cestista italiana († 2006)
- 27 giugno - Big Moe, rapper statunitense († 2007)
- 27 giugno - Kazuki Satō, ex calciatore giapponese
- 27 giugno - Piermaria Siciliano, ex nuotatore italiano
- 27 giugno - Andrej Suchoveckij, generale e paracadutista russo († 2022)
- 27 giugno - Hiroaki Tajima, ex calciatore giapponese
- 27 giugno - Satoshi Yoneyama, ex calciatore giapponese
- 27 giugno - Ylenia Zambito, politica e chimica italiana
- 27 giugno - Markus Zberg, ex ciclista su strada svizzero
- 27 giugno - Rankica Šarenac, ex cestista bosniaca
- 28 giugno - Rob Dyrdek, skater e produttore televisivo statunitense
- 28 giugno - Vladimír Leitner, ex calciatore slovacco
- 28 giugno - Patricia Marx, cantante e compositrice brasiliana
- 28 giugno - Marco Maurizi, filosofo italiano
- 28 giugno - Miki Mizuno, attrice giapponese
- 28 giugno - Francesco Rucco, politico italiano
- 28 giugno - Luca Sironi, ex ciclista su strada italiano
- 28 giugno - Abdul-Karim al-Jabbar, giocatore di football americano statunitense
- 29 giugno - Maurizio Feller, ex sciatore alpino italiano
- 29 giugno - Flo Mounier, batterista canadese
- 29 giugno - Emiliano Pizzoli, ex ostacolista italiano
- 29 giugno - Fon Thanasunthorn, cantante e attrice thailandese
- 29 giugno - Viktoria Tolstoy, cantante svedese
- 29 giugno - Anjela Volkova, schermitrice azera
- 30 giugno - Kelli Ali, cantante britannica
- 30 giugno - Kwaku Boateng, ex altista ghanese
- 30 giugno - Michael Christie, direttore d'orchestra statunitense
- 30 giugno - Leonardo Cruciano, effettista italiano
- 30 giugno - Vannia Gava, politica italiana
- 30 giugno - Michael Hill, ex tennista australiano
- 30 giugno - Hezekiél Sepeng, ex mezzofondista sudafricano
- 30 giugno - Juli Zeh, scrittrice tedesca